# محوطه قلعه (قره ناو)
محوطه قلعه (قره ناو) مربوط به هزاره ۱تا سده‌های اولیه دوران‌های تاریخی پس از اسلام است و در شهرستان سقز، روستای قره ناو واقع شده و این اثر در تاریخ ۱۰ مهر ۱۳۸۰ با شمارهٔ ثبت ۴۱۶۳ به‌عنوان یکی از آثار ملی ایران به ثبت رسیده است.